# Schloßplatz (Berlin)
Der Schloßplatz im Berliner Ortsteil Mitte ist ein Platz auf der Museumsinsel. Er wird begrenzt vom Berliner Schloss im Norden, vom Neuen Marstall im Osten, vom Staatsratsgebäude im Süden und von der Schloßfreiheit im Westen. Im Zusammenhang mit dem Wiederaufbau des Berliner Schlosses als Sitz des Humboldt Forums wurde der Platz 2017–2023 wiederhergestellt.

## Geschichte

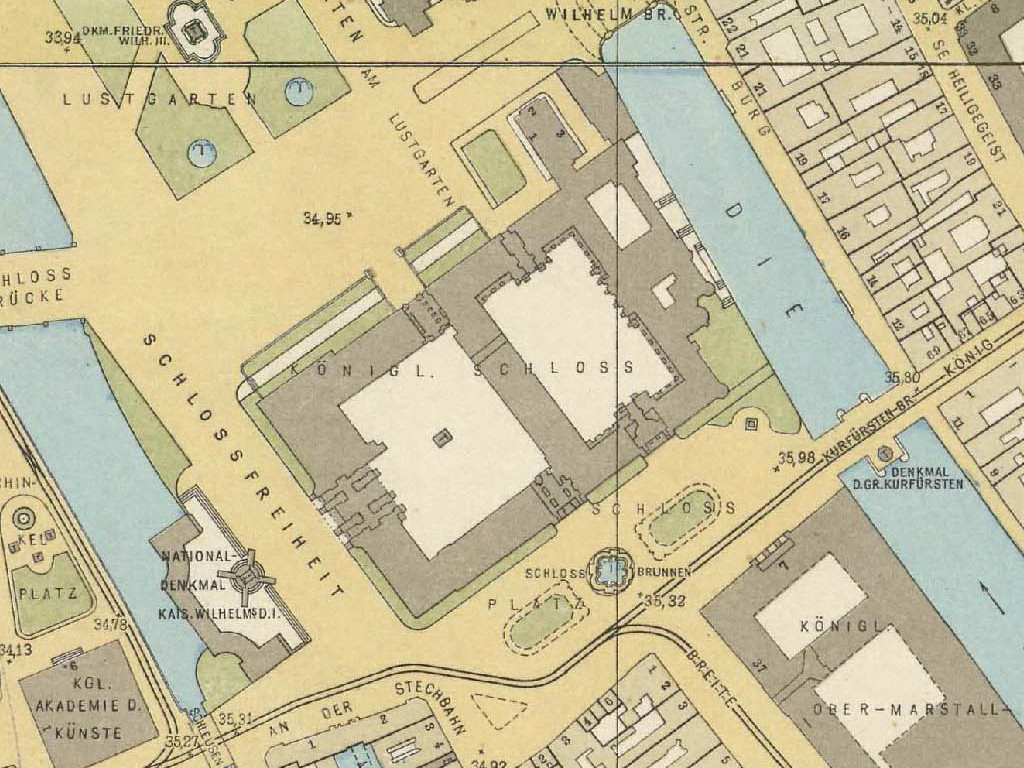
Schloßplatz und Umgebung auf dem Straubeplan, 1910

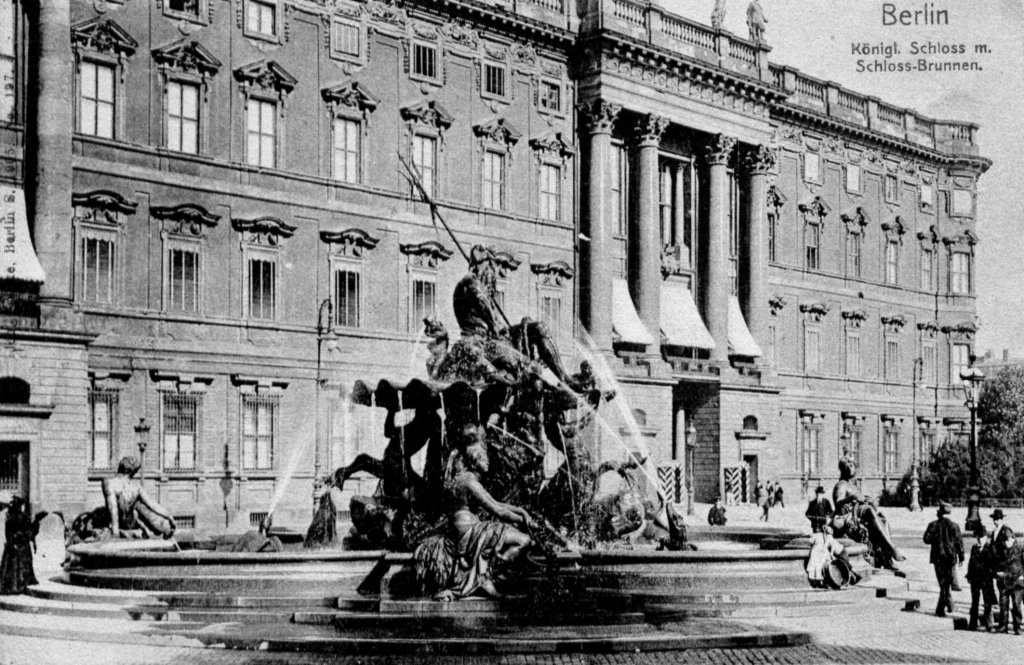
Schloßplatz mit Neptunbrunnen und Berliner Schloss, ca. 1905

Vor der Befestigung des späteren Schloßplatzes befand sich hier ein Ende der Stechbahn, einer Anlage für Turnierspiele, die Kurfürst Joachim II. 1537 errichten ließ. Nach Beseitigung des Turnierplatzes erinnerte daran die in den Schloßplatz mündende Straße An der Stechbahn, die aber durch eine Veränderung der Bebauung 1866 verschwand. Das ehemalige Schloss stand zwischen drei Plätzen – dem Lustgarten im Norden, der Schloßfreiheit am Spreekanal im Westen und dem historischen Schloßplatz im Süden. Im Jahr 1830 kam es auf dem Platz im Zuge der Schneiderrevolution zu Massenversammlungen und Unruhen. 1891 wurde auf dem Schloßplatz der von Reinhold Begas entworfene Schloßbrunnen, ein Geschenk des Magistrats für Kaiser Wilhelm II., aufgestellt, der Brunnen heißt heute Neptunbrunnen.
Nach dem Zweiten Weltkrieg sollte das beschädigte Schloss zunächst wieder aufgebaut werden. Ein Plan von Stadtbaudirektor Richard Ermisch sah außerdem vor, das ursprünglich auf der Rathausbrücke befindliche Reiterstandbild des Großen Kurfürsten am Ostrand des Schloßplatzes neu aufzustellen. Dennoch wurde das Schloss auf Beschluss des Politbüros des ZK der SED trotz zahlreicher internationaler Proteste 1950 gesprengt. Der Schloß- bzw. Neptunbrunnen wurde eingelagert und 1969 auf der Freifläche zwischen der Marienkirche und dem Roten Rathaus aufgestellt. 1951 erhielt das abgeräumte Areal zusammen mit dem Lustgarten sowie der Schloßfreiheit und dem historischen Schloßplatz den Namen Marx-Engels-Platz. Im Oktober 1951 diente der Platz als Start- und Zielort bzw. der Eröffnungs- und Abschlussetappe der DDR-Rundfahrt. Eine für die Partei- und Staatsführung der DDR errichtete Tribüne erhielt auf der Ostseite parallel zur Spree ihren Platz. Das restliche Areal diente nun als Aufmarschplatz für Großdemonstrationen und Militärparaden. 1973 begann anstelle der Tribüne auf dem östlichen Teil der ehemaligen Schlossfläche die Errichtung des Palastes der Republik, der 1976 eröffnet wurde. 1990 kam es jedoch wegen Asbestverseuchung zur Schließung des Gebäudes.
Nach der politischen Wende erfolgten im unbebauten Bereich des Schlossareals archäologische Grabungen, wobei ein Teil der Schlossfundamente und Kellerbereiche freigelegt wurden. 1991 erhielt der nördliche Teil des Marx-Engels-Platzes wieder seinen ursprünglichen Namen Lustgarten zurück, während es 1994 zur Umbenennung des restlichen Marx-Engels-Platzes in Schloßplatz kam. Weitere Grabungen seit 2008 legten auch Fundamente des Dominikanerklosters Cölln frei. Nach seiner Asbestsanierung von 1997 bis 2002 erfolgte zwischen 2006 und 2008 der Abriss des Palastes der Republik. Als Zwischennutzung wurde die Fläche mit Rasenflächen, begehbaren hölzernen Stegen und Sitzstufen gestaltet, Anfang 2013 wurden die Anlagen zur Vorbereitung des Wiederaufbaus des Stadtschlosses wieder abgebaut. Nach einem Beschluss des Deutschen Bundestages wurde das als „Hauptwerk des norddeutschen Barocks“ (Georg Dehio) geltende Berliner Schloss in den Jahren 2012–2020 als Sitz des Humboldt Forums mit drei barocken Fassaden und einer zeitgenössischen Fassade wiederaufgebaut. Das nach den preußischen Universalgelehrten Wilhelm und Alexander von Humboldt benannte Kunst- und Wissenschaftszentrum beheimatet seit der Eröffnung 2021 verschiedene Sammlungen der Staatlichen Museen, des Stadtmuseums und der Humboldt-Universität.
Im Januar 2013 erhielt das Berliner Büro bbz Landschaftsarchitekten den 1. Preis beim Wettbewerb „Freiraumgestaltung Umfeld Humboldtforum“. Der Entwurf sieht eine zeitgenössische Gestaltung des Schlossumfeldes vor, die jedoch eine Rückkehr historischer Elemente zulässt. Hierzu zählen unter anderem die Adlersäule an der Ecke zur Schlossbrücke, die Rossebändiger am Lustgarten und der Neptunbrunnen am Schlossplatz. Laut einer repräsentativen Umfrage von infratest dimap im Mai 2017 befürwortet die große Mehrheit der Bevölkerung (65 %) ein historisches Schlossumfeld; nur ein kleiner Anteil (20 %) bevorzugt die zeitgenössische Variante. Am 12. September 2023 wurde die insgesamt etwa 36.500 m² große Freifläche rund um das wiederaufgebaute Schloss feierlich eröffnet. Ihre Herstellung dauerte fünf Jahre und kostete 45 Millionen Euro. Die Allianz Berliner Bürgervereine kritisierte die steinerne Neugestaltung und forderte eine klimafreundliche Umgestaltung mit einem replizierten Neptunbrunnen, weniger Straßen- und mehr Grünflächen. Bereits zuvor war das Fehlen des Neptunbrunnens und der Grünflächen auf dem Schloßplatz kritisiert worden. André Schmitz bezeichnete die Gestaltung als „Rache der Alt-68er“, die das Schloss nicht gewollt hätten; Uwe Rada als „steinerne Realitätsverweigerung“, die den Klimaschutz nicht berücksichtigt hätte.
Am 24. September 2024 teilte die Senatsbauverwaltung mit, dass der Schloßplatz ab 2025 erneut umgestaltet werden soll. Der Entwurf von bbz Landschaftsarchitekten sieht eine Fußgängerzone mit Grünflächen und Brunnen vor.

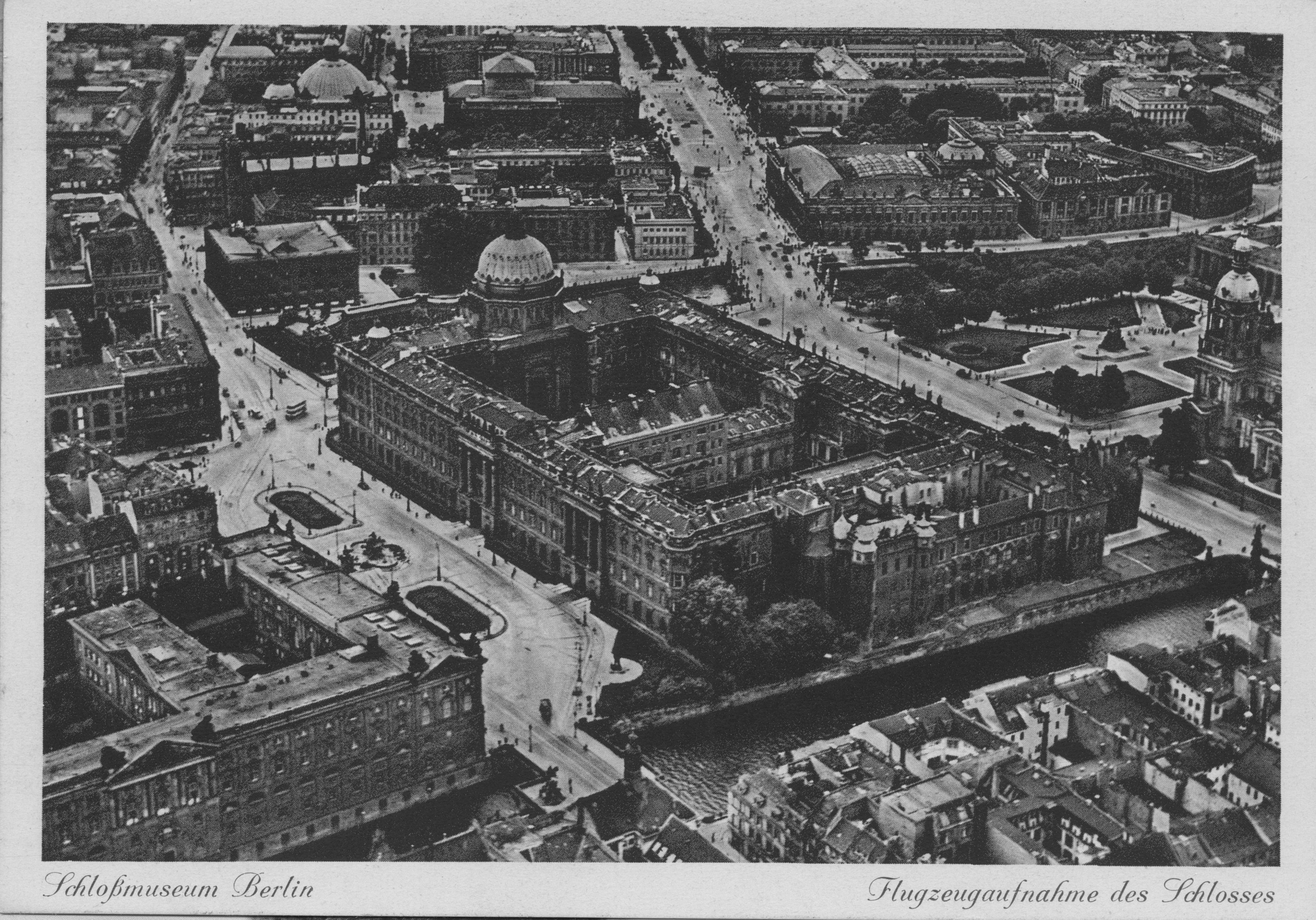
Luftbild mit Schloßplatz (links) und Lustgarten (rechts), um 1930
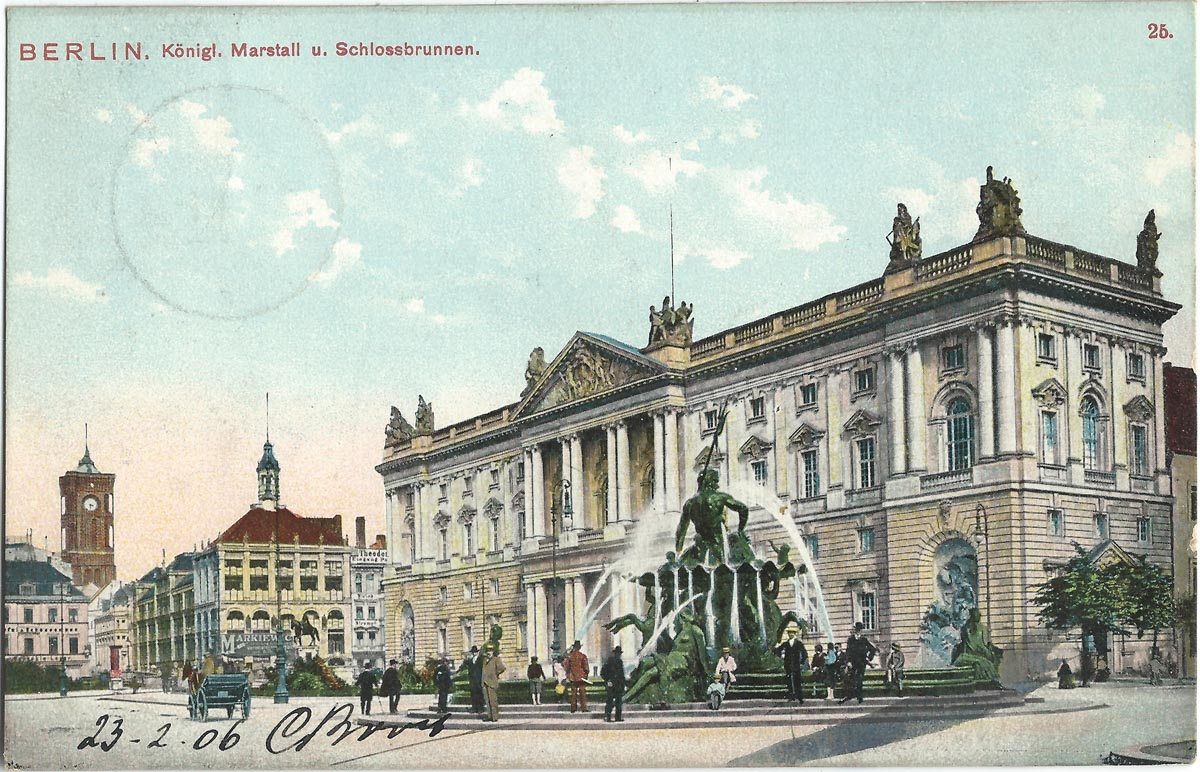
Schloßplatz mit Neuem Marstall, Neptunbrunnen und Grünflächen, um 1900
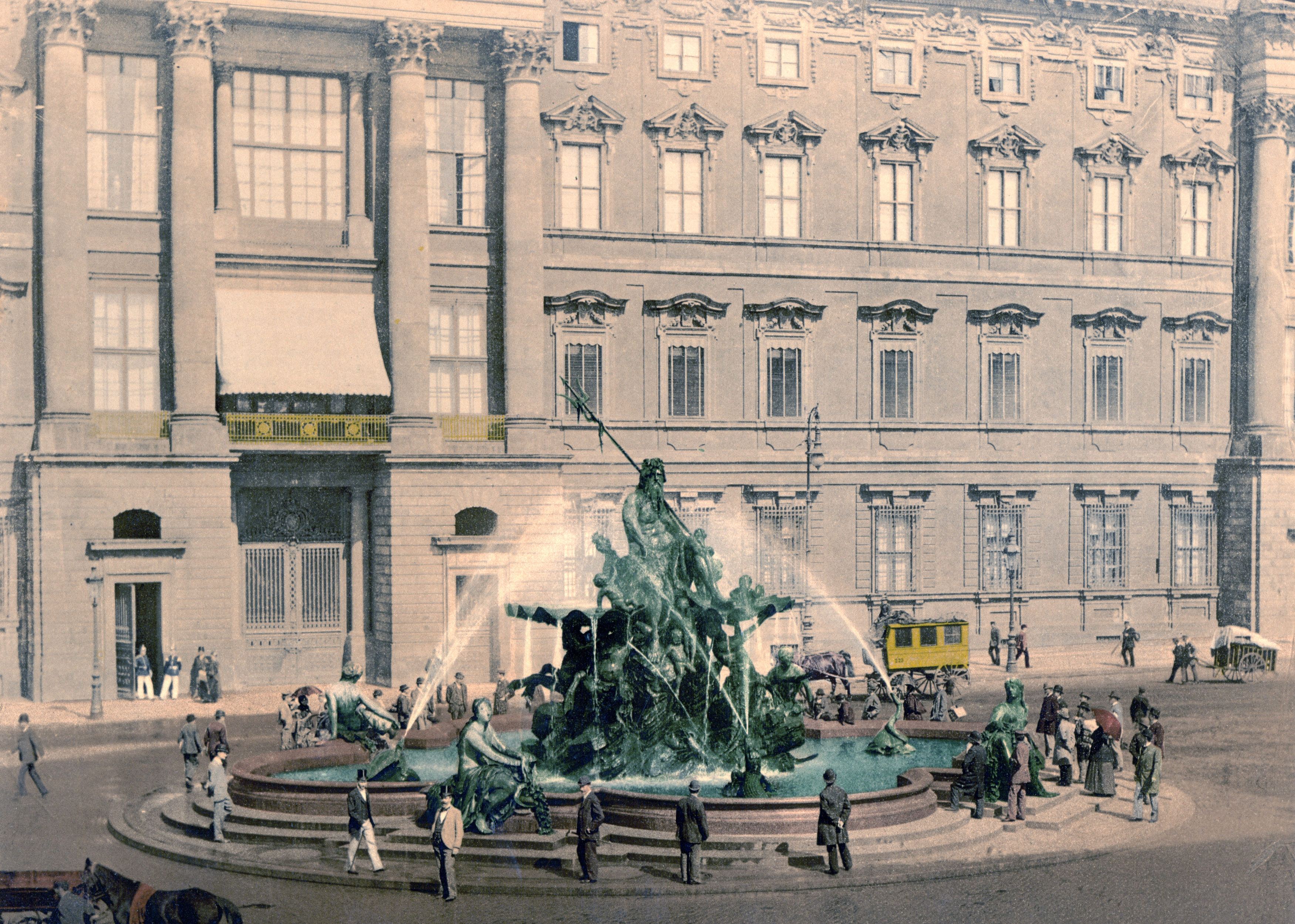
Neptunbrunnen mit Schloss, um 1900
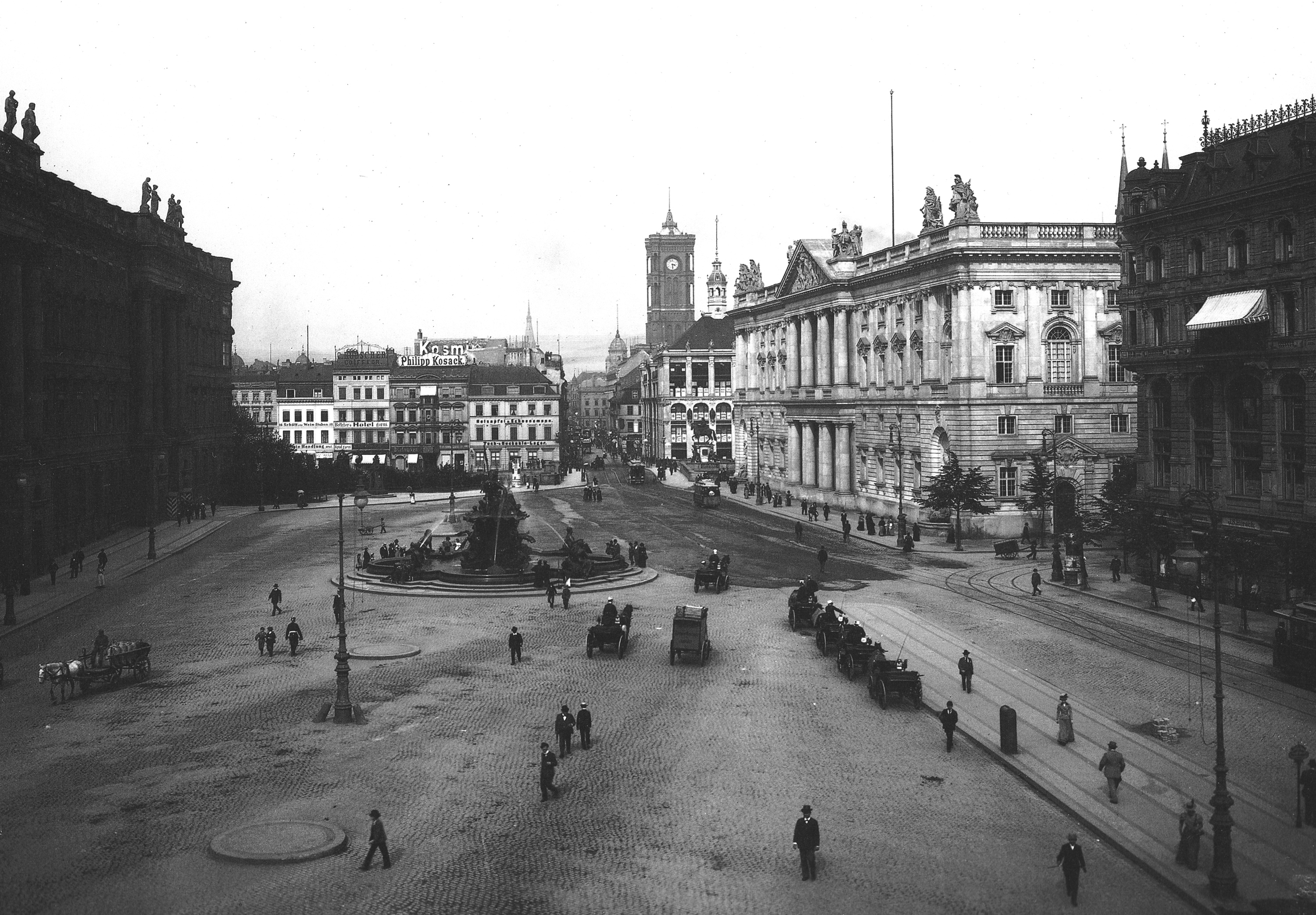
Schloßplatz, 1900
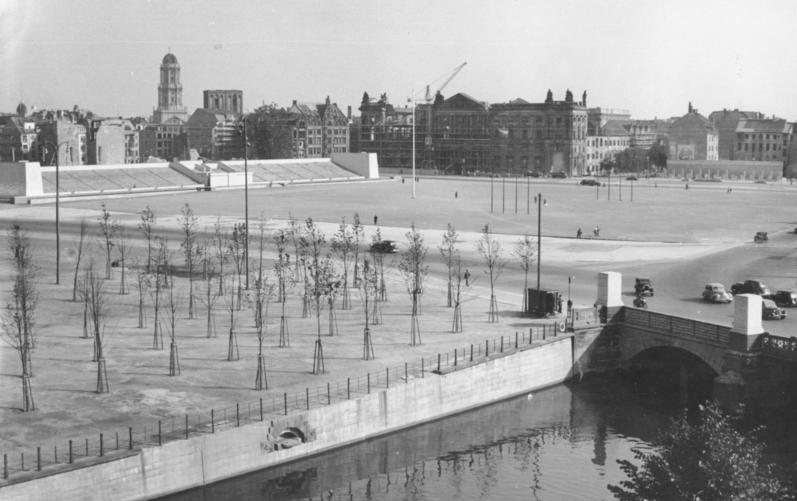
Marx-Engels-Platz mit Tribüne, 1951
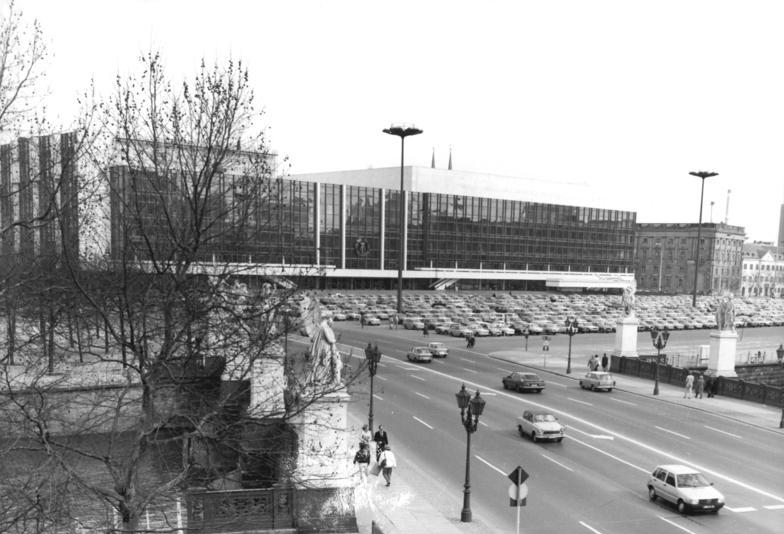
Marx-Engels-Platz mit Palast der Republik, 1986
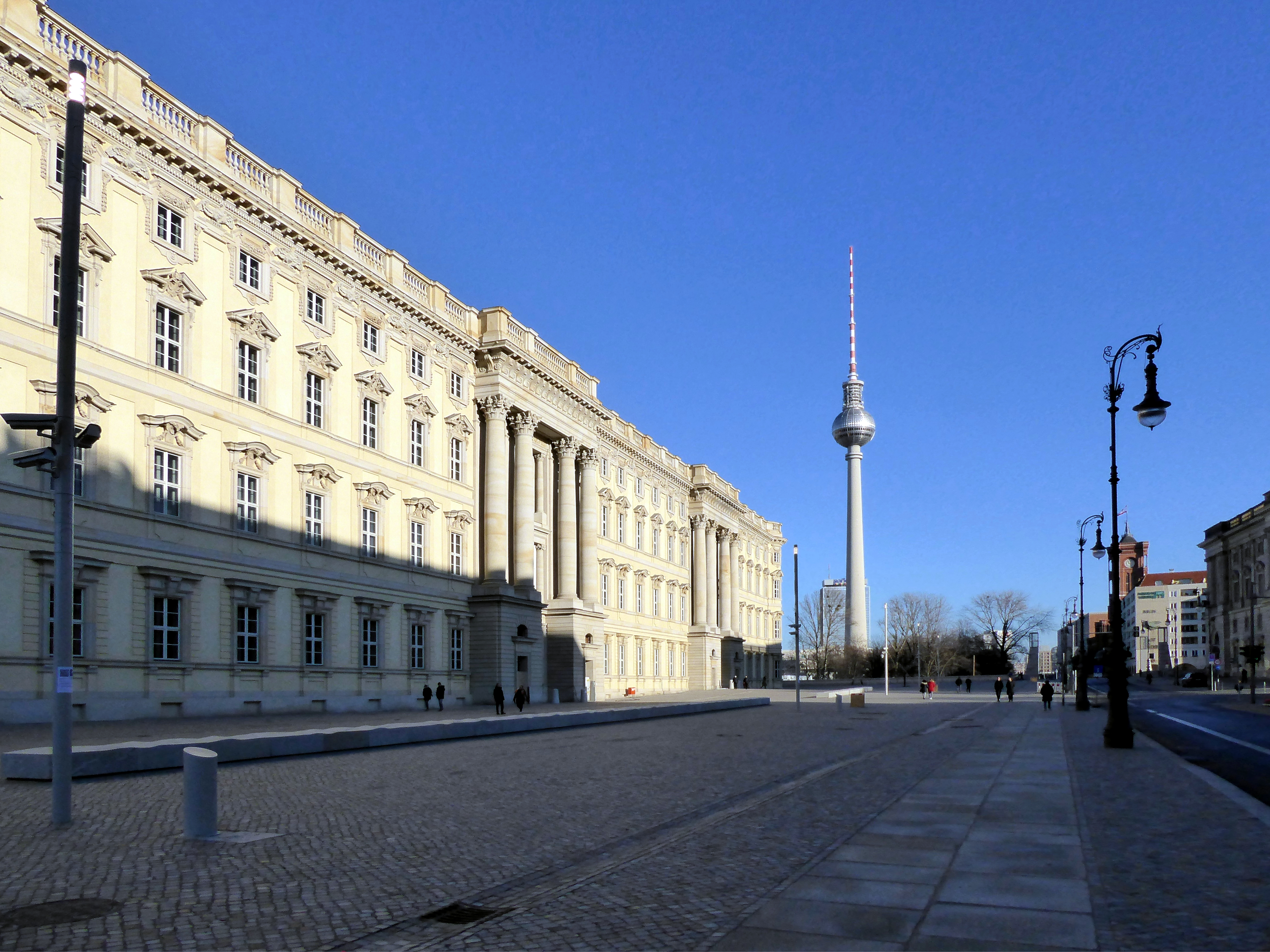
Schloßplatz nach Wiederaufbau des Berliner Schlosses, 2020